# Claudio Antonucci
Claudio Antonucci (Roma, 31 gennaio 1958) è un ex cestista italiano.

## Carriera
Ha giocato per Milano, Gorizia e Petrarca.